# 喬阿帕河

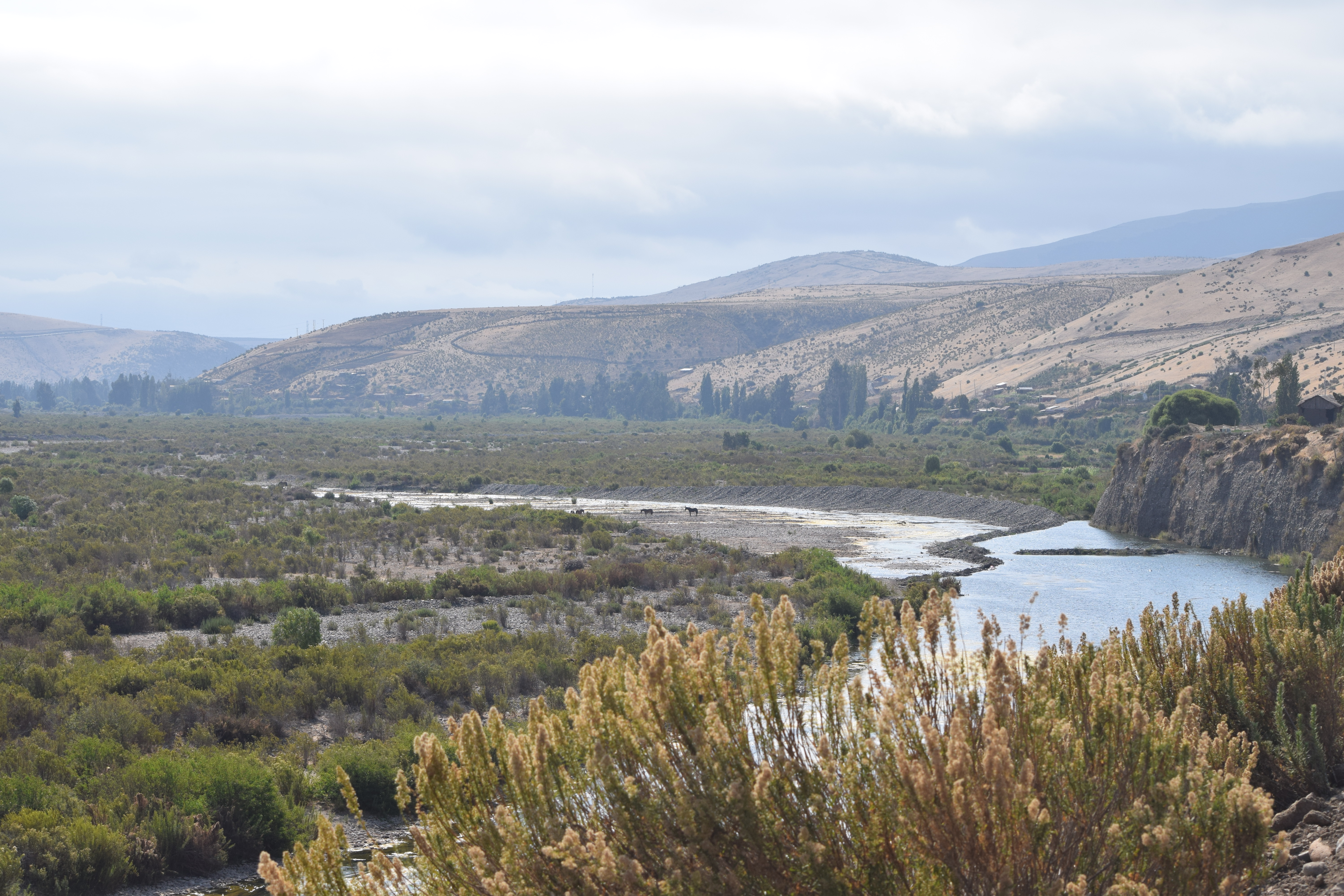
喬阿帕河

喬阿帕河（西班牙語：Río Choapa）是智利的河流，由科金博大區負責管轄，河道全長160公里，流域面積8,124平方公里，發源自安第斯山脈，最終注入太平洋，河畔城鎮有薩拉曼卡。
31°37′40″S 71°33′30″W / 31.62778°S 71.55833°W